# Шилов, Сергей Александрович
Сергей Александрович Шилов (род. 2 октября 1977 года, Салават, РСФСР) — российский ИТ-эксперт и предприниматель, специалист по информационным технологиям. Основатель и управляющий партнёр компании AT Consulting, президент группы компаний «Лига цифровой экономики».

## Биография
Сергей Шилов родился 2 октября 1977 года в Салавате, в Башкирской АССР. Учился в средней общеобразовательной школе, участвовал сначала в городской, а затем и в республиканской олимпиадах по математике. Затем перешел в московскую школу-интернат им. Колмогорова. После окончания школы, был без экзаменов зачислен на механико-математический факультет МГУ им. Ломоносова. С отличием окончил университет в 1999 году.
В 2007 году Сергей окончил курс Owner/President Management Program в Гарвардской школе бизнеса, получив степень магистра делового администрирования.
С 1999 по 2001 год Шилов работал в качестве ИТ-консультанта в Accenture, международной консалтинговой компании
В 2001 году Сергей Шилов основал компанию AT Consulting, которая специализируется на предоставлении услуг в области внедрения и сопровождения сложных информационных систем, управленческого и операционного бизнес-консалтинга, управления проектами и ИТ-аутсорсинга. AT Consulting участвовала в ряде крупных внедрений в государственном и финансовом секторе, включая сотрудничество с ПАО «Ростелеком» на проектах, связанных с концепцией электронного правительства. Среди других заказчиков компании — Сбербанк, ПАО «ВымпелКом» и МВД России. По итогам 2015 года AT Consulting вошла в топ-20 крупнейших российских ИТ-компаний согласно рейтингу TAdviser. По итогам 2016 года заняла 3-е место среди поставщиков BI-решений и 7-е место среди ИТ-консультантов России по версии CNews. Также по итогам 2016 года AT Consulting заняла первое место среди участников российского рынка CRM согласно обзору TAdviser. В ноябре 2016 года 95% акций AT Consulting выкупил Леван Васадзе, бывший менеджер АФК «Система», оставив Сергея Шилова в рядах миноритарных акционеров компании. В марте 2017 года стало известно, что Шилов покинул AT Consulting, однако уже в июне вернул себе статус мажоритарного акционера. В настоящий момент Шилов является управляющим партнёром AT Consulting, где отвечает за стратегические решения по развитию компании, определяет финансовую, маркетинговую и кадровую политику, курирует подготовку новых контрактов, а также текущие проекты.
В 2017 году Шилов создал группу компаний «Лига цифровой экономики», став её президентом. Согласно рейтингу «Крупнейшие ИТ-компании в России 2019» CNews, «Лига цифровой экономики» занимает 20-е место с годовой выручкой в 13,5 млрд рублей. Также согласно CNews, «Лига цифровой экономики» занимает 4-е место в рейтинге крупнейших поставщиков решений для анализа данных в России по итогам 2019 года.

## Общественная деятельность
Под руководством Сергея Шилова AT Consulting и «Лига Цифровой Экономики» сотрудничают с ведущими российскими вузами в разных регионах страны, внедряя изучение современных ИТ-технологий в программы обучения. В 2016 году AT Consulting совместно с Воронежским государственным университетом открыла учебный центр на базе факультета прикладной математики. Эксперты компании обучают студентов ВГУ работе с большими данными с возможностью пройти производственную практику в воронежском филиале AT Consulting и дальнейшего трудоустройства.
В октябре 2019 года «Лига цифровой экономики» под руководством Шилова становится спонсором Российской Федерации Баскетбола, поддерживая участников Суперлиги.
В ноябре 2019 года AT Consulting стала партнером выставки «Память поколений», посвященной Великой Отечественной войне. Выставка прошла в Манеже, ее экспозиция была представлена 150 произведениями живописи и скульптуры из 34 городов России.
В 2020 году Сергей Шилов от лица «Лиги цифровой экономики» подписал соглашение с МГИМО и дал старт международной программе подготовки ИТ-специалистов по направлению «Умный город» совместно с южнокорейским университетом Ёнсе.

## Уголовное преследование
С осени 2017 года предприниматель проходил свидетелем по уголовному делу о злоупотреблении должностными полномочиями в МВД России. Как полагал СКР, начальник ведомственного НПО «Спецтехника и связь» Андрей Нечаев принял систему информационно-аналитического обеспечения деятельности (ИСОД) МВД России и оплатил ее проектирование и внедрение, хотя фактически работы еще не были завершены.
1 марта 2018 года Сергей Шилов был арестован по обвинению в подстрекательстве к злоупотреблению должностными полномочиями, несмотря на то, что вина Андрея Нечаева не была доказана следствием.
20 апреля 2018 года Сергей Шилов был освобожден из СИЗО и переведен под домашний арест по решению Басманного суда Москвы. В апреле 2019 года Следственный комитет отказался от преследования Шилова в связи с отсутствием состава преступления, а все ранее наложенные на него ограничения были сняты. Уголовное дело в отношении других участников также было прекращено.